# Стегнова артерія

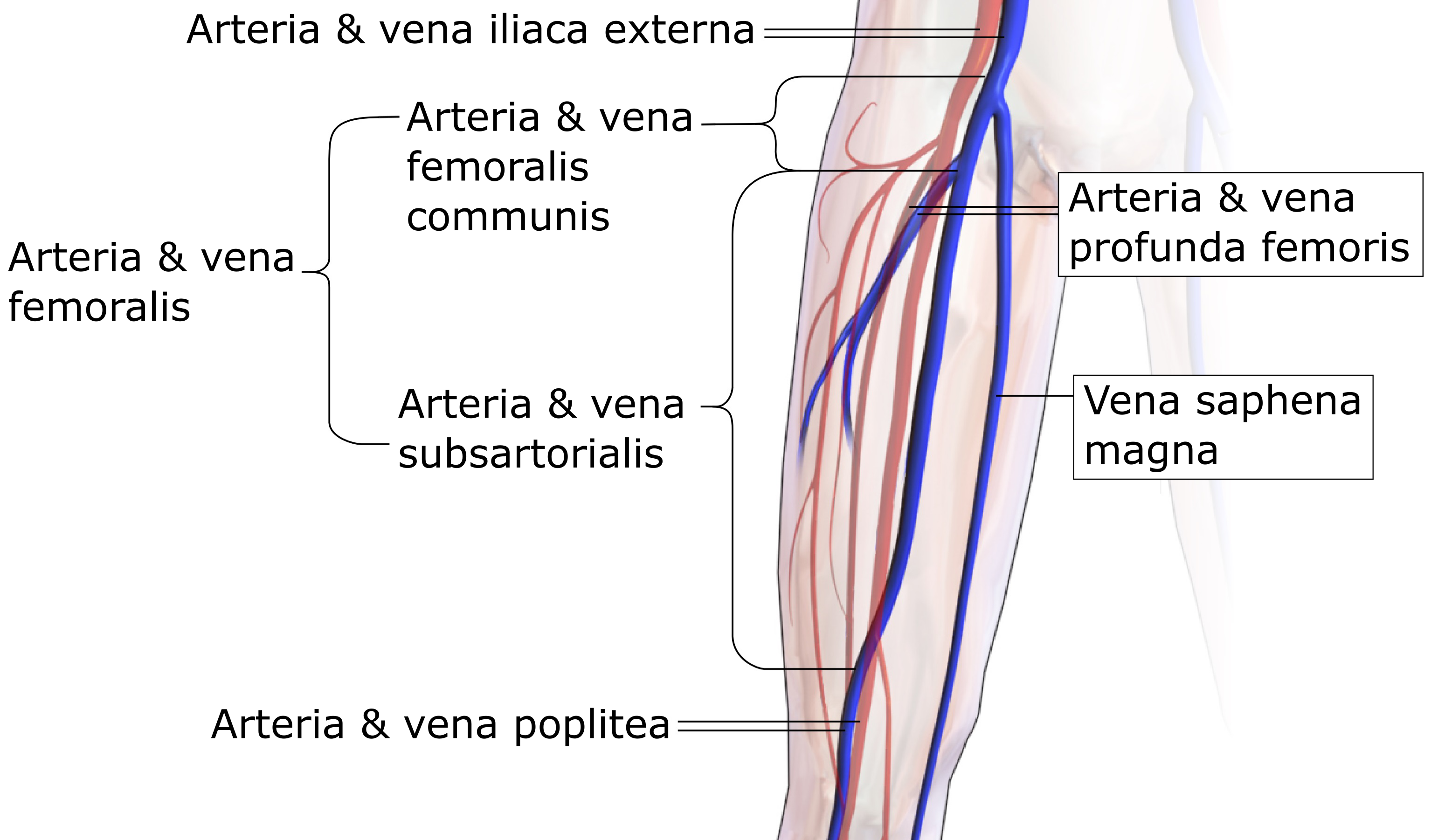
сегменти.

Стегнова артерія (лат. arteria femoralis) — велика артерія, що є продовженням зовнішньої клубової артерії (arteria iliaca externa). Від стегнової артерії відходить багато гілок, які живлять тканини стегна та передньої стінки живота.
- сегменти.[2]